# 納瓦阿爾塔山脈
41°35′30″N 1°27′58″W / 41.59167°N 1.46611°W

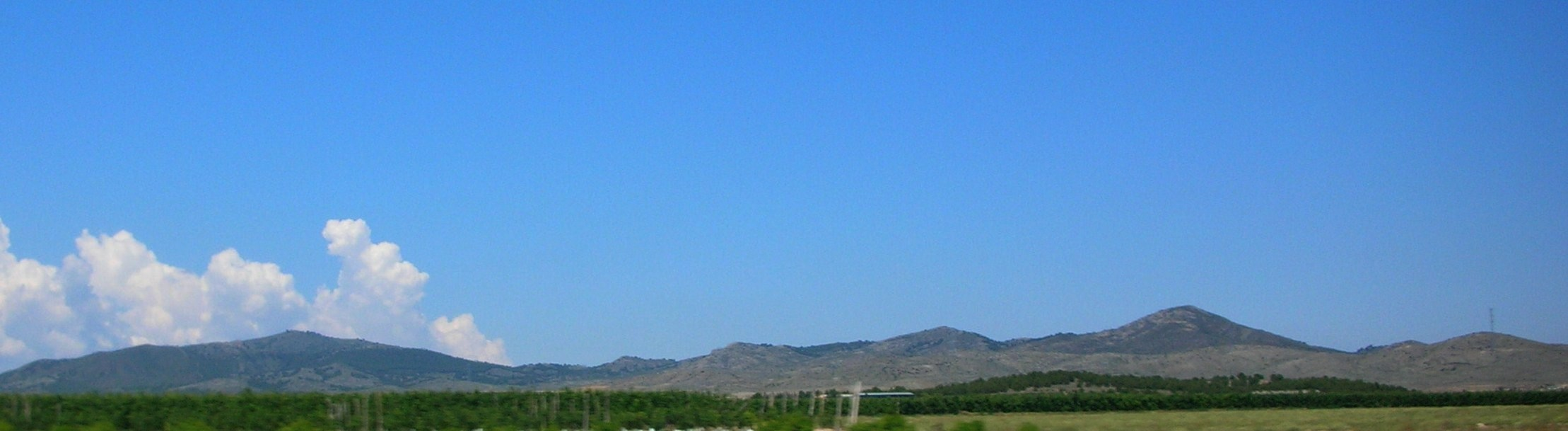

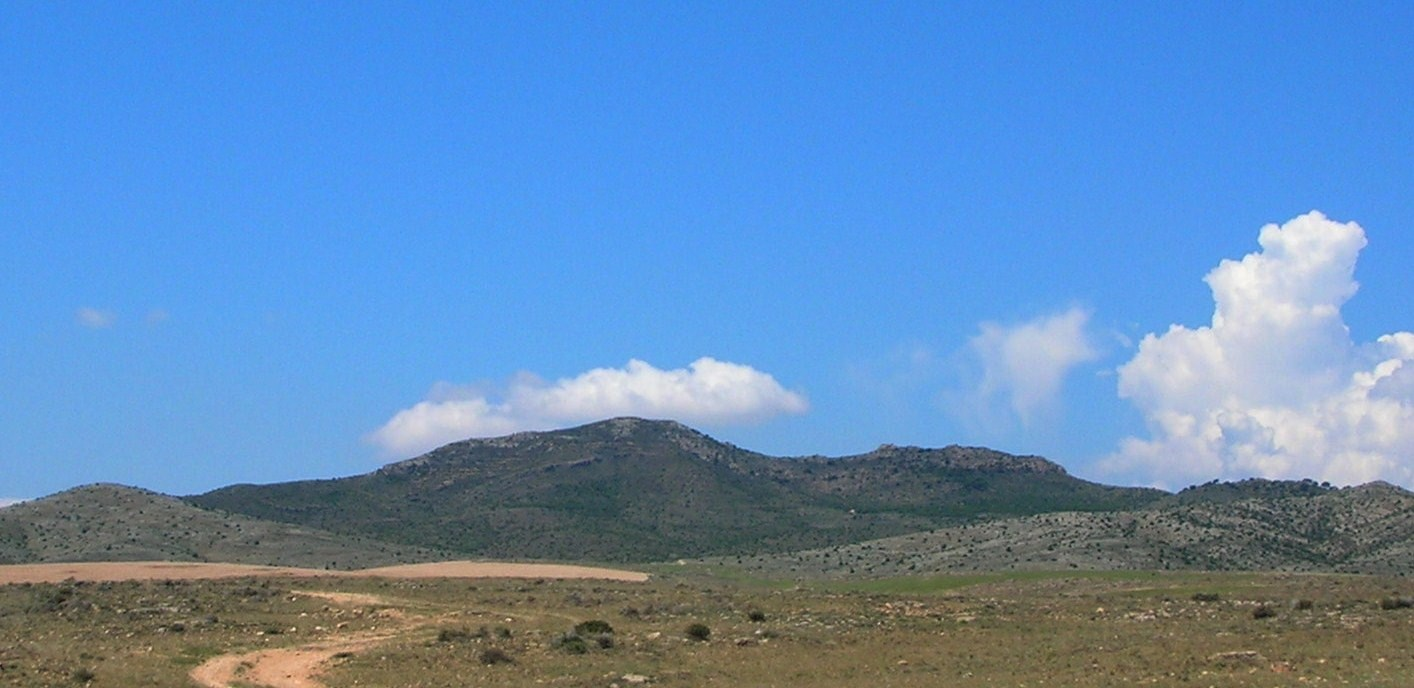

納瓦阿爾塔山脈（Sierra de Nava Alta），是西班牙的山脈，屬於伊比利亞山脈的一部分，最高點海拔高度1,154米，該山脈的山體在白堊紀時期由石灰岩組成。